# Heriberto Rojas
Heriberto Rojas Herrera (El Carmen; 18 de junio de 1943) es un exfutbolista costarricense que jugó toda su carrera en el Deportivo Saprissa, desde 1963 hasta 1978. Ganó once Campeonatos Nacionales y fue una pieza clave en el legendario equipo que obtuvo seis campeonatos seguidos, durante los cuales lideró la defensa.

## Selección nacional
Jugó veintitrés partidos desde el 11 de septiembre de 1968 para la selección de Costa Rica. Estuvo en el Campeonato Concacaf de Costa Rica 1969 y Trinidad y Tobago 1971.

### Participaciones en Campeonatos Concacaf
| Copa                                          | Sede              | Resultado     | Part. | Goles |
| --------------------------------------------- | ----------------- | ------------- | ----- | ----- |
| Campeonato de Naciones de la Concacaf de 1969 | Costa Rica        | Campeón       | 5     | 0     |
| Campeonato de Naciones de la Concacaf de 1971 | Trinidad y Tobago | Tercer puesto | 5     | 0     |

## Palmarés

### Títulos nacionales
| Título               | Equipo   | País       | Año  |
| -------------------- | -------- | ---------- | ---- |
| Primera División     | Saprissa | Costa Rica | 1964 |
| Primera División     | Saprissa | Costa Rica | 1965 |
| Primera División     | Saprissa | Costa Rica | 1967 |
| Primera División     | Saprissa | Costa Rica | 1968 |
| Primera División     | Saprissa | Costa Rica | 1969 |
| Torneo de Copa       | Saprissa | Costa Rica | 1970 |
| Primera División     | Saprissa | Costa Rica | 1972 |
| Torneo de Copa       | Saprissa | Costa Rica | 1972 |
| Primera División     | Saprissa | Costa Rica | 1973 |
| Primera División     | Saprissa | Costa Rica | 1974 |
| Primera División     | Saprissa | Costa Rica | 1975 |
| Campeón de Campeones | Saprissa | Costa Rica | 1976 |
| Primera División     | Saprissa | Costa Rica | 1976 |
| Primera División     | Saprissa | Costa Rica | 1977 |

### Títulos internacionales
| Título                                | Equipo (*) | Sede     | Año  |
| ------------------------------------- | ---------- | -------- | ---- |
| Campeonato de Naciones de la Concacaf | Costa Rica | San José | 1969 |
| Copa Fraternidad Centroamericana      | Saprissa   | San José | 1972 |
| Copa Fraternidad Centroamericana      | Saprissa   | San José | 1973 |
| Copa Fraternidad Centroamericana      | Saprissa   | San José | 1978 |

(*) Incluyendo la selección.